# Farní sbor Českobratrské církve evangelické v Praze 5 – Radotín
Farní sbor Českobratrské církve evangelické v Praze 5 - Radotín je sborem Českobratrské církve evangelické v Praze. Sbor spadá pod Pražský seniorát.
Sbor byl ustaven jako samostatný roku 1941.
Duchovním sboru je farář Petr Špirko, kurátorem sboru Václav Musil.

## Faráři sboru
- Miloslav Horák (1938–1939)
- Jiří Ruml (1940–1942)
- Jan Vejnar (1942–1960)
- Miroslav Heryán (1960–1971)
- Milan Balabán (1971–1975)
- Miroslav Heryán (1978–1994)
- Lýdia Mamulová (1997–2002)
- Jan Mamula (1997–2002)
- Lýdia Mamulová (2002–2012)
- Petr Špirko (od 2013)